# Ferdinand von Wintzingerode

Ferdinand Frhr. v. Wintzingerode

Ferdinand Freiherr von Wintzingerode (* 15. Februar 1770 in Allendorf an der Werra; † 16. Juni 1818 in Wiesbaden) war ein deutscher Adliger und Offizier in verschiedenen Heeren, zuletzt General der russischen Armee.

## Leben
Das Adelsgeschlecht Wintzingerode stammt aus dem heute thüringischen Eichsfeld. Ferdinands Vater, Wilhelm Levin Ernst Freiherr von Wintzingerode (1738–1781), besaß das Rittergut Unterhof in Kirchohmfeld und war königlich-preußischer und hessen-kasselscher Oberst, Flügeladjutant des Königs Friedrich II. von Preußen und braunschweigischer Oberstallmeister. Ferdinands Mutter, die er im Alter von 12 Jahren verlor, war Eleonore Ernestine von Wintzingerode (1747–1782).
Seine militärische Karriere begann Ferdinand als achtjähriger Knabe im Kadettenkorps zu Kassel. Fünfzehnjährig wurde er Fähnrich in der landgräflichen Fußgarde. Als er wegen einer angeblichen Subordinationsverletzung strafversetzt wurde, er soll eine Liaison mit der Mätresse von Wilhelm I., Rosa Dorothea Freifrau von Lindenthal, gehabt haben, quittierte er den Dienst und ließ sich als Gemeiner von der k.u.k. Armee anwerben. Auf dem Marsch des Rekrutenkontingents durch Coburg fiel er dem Prinzen Josias von Coburg auf, der sich seine Geschichte erzählen ließ und ihm sogleich ein coburgisches Leutnants-Patent verlieh. 1790 nahm er als Freiwilliger mit den österreichischen Truppen an der Bekämpfung des Aufstands in den Niederlanden teil. Wegen seines ausgezeichneten Verhaltens in diesem Feldzug nahm ihn der Landgraf von Hessen-Kassel wieder in seinen Dienst. Als Leutnant im hessischen Feldjägerkorps machte er 1792/93 die Feldzüge gegen die Franzosen mit. Dann verließ er abermals den hessischen Dienst, um Kammerherr des Prinzen Ferdinand von Preußen zu werden.

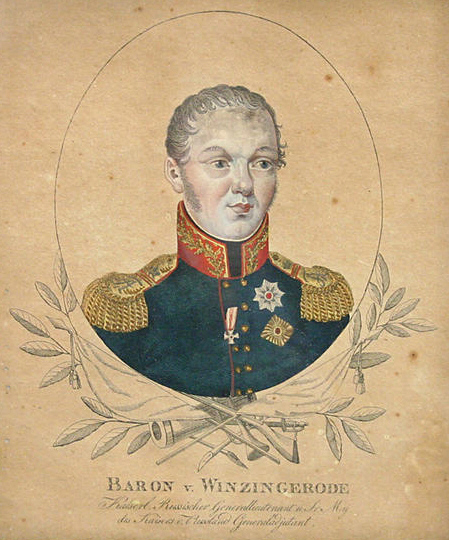
General Baron v. Wintzingerode

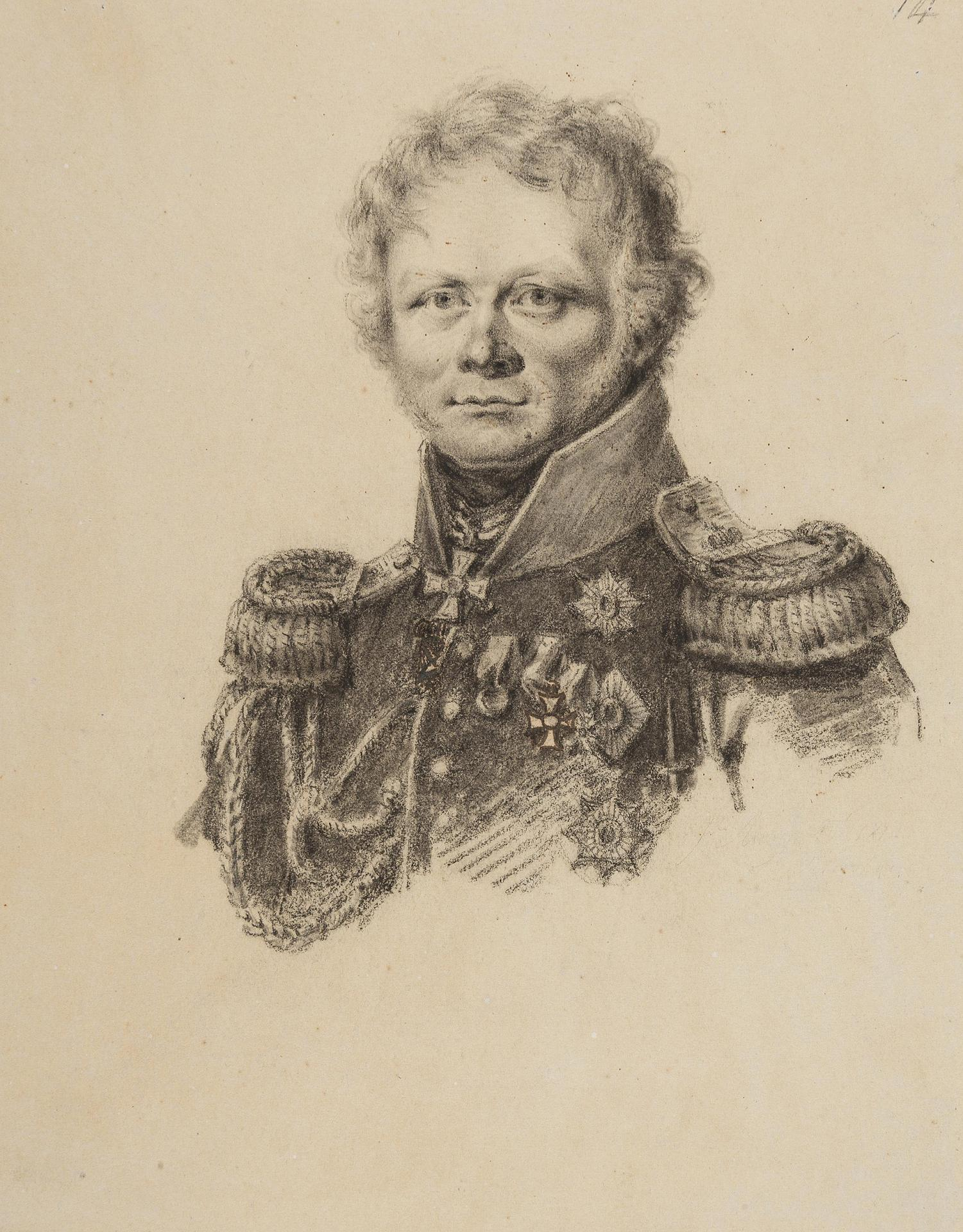
Ferdinand von Wintzingerode (Zeichnung von Louis de Saint-Aubin)

Doch seinem unruhigen Charakter behagte das Hofleben nicht und er trat nach wenigen Monaten wieder als Leutnant in österreichische Dienste. Er machte den Krieg von 1795/96 auf dem Kriegsschauplatz in Deutschland mit und zeichnete sich vor allem bei Amberg aus. Nach dem Frieden von Campoformio (17. Oktober 1797) nahm er eine ihm angebotene Majorsstelle in der russischen Armee an. Dort gewann er bald als Adjutant eines Großfürsten das Vertrauen der Zarenfamilie. Im Jahre 1800 erhielt er die Erlaubnis, mit dem österreichischen Heer am Krieg in Italien teilzunehmen. Mit hohen Auszeichnungen, aber auch mit einer schwer verletzten Hand kehrte er zu Kriegsende nach Russland zurück. Als Generaladjutant des Zaren Alexander I. führte er in den folgenden Jahren diplomatische und militärische Aufträge durch.
So ging er 1805 als Gesandter nach Berlin, um Preußen zur Allianz mit Österreich und England gegen Frankreich zu bewegen, sodann nach Wien, um das Traktat mit den verbündeten Mächten abzuschließen, und befand sich während des Kriegs in der Begleitung des Kaisers.
1805 mit russischen Truppen in Österreich kämpfend, erwarb er am 11. November in der Schlacht von Dürnstein den St. Georgsorden. In der „Dreikaiserschlacht“ bei Austerlitz, die in dem Roman „Krieg und Frieden“ von Leo Tolstoi thematisiert wird, befand er sich im Gefolge des Zaren. Den Oberbefehl über die russischen Truppen hatte Fürst Kutusow. 1809 wechselte er – nunmehr bereits Generalmajor – abermals den Dienst und trat wieder in das österreichische Heer ein. Bei Aspern führte er am 20. Mai die Vorhutbrigade des I. Armeekorps des Generals Bellegarde. Beim Sturm auf die französische Stellung zerschmetterte ihm eine Kartätschenkugel das rechte Bein. Noch auf dem Schlachtfeld beförderte ihn Erzherzog Carl zum Feldmarschallleutnant. Mit dem Maria-Theresien-Orden ausgezeichnet, kehrte er 1812 nach Russland zurück.
Nun kämpfte er als russischer General gegen Napoleon. Während der französischen Besetzung Moskaus geriet er kurzfristig in französische Gefangenschaft. Napoléon Bonaparte wollte ihn als vermeintlichen Untertan eines Rheinbundfürsten erschießen lassen. Schon am 20. November wurde er zwischen Minsk und Vilnius von General Tschernyschew befreit, worauf er das Kommando des 2. Korps der russischen Hauptarmee erhielt.

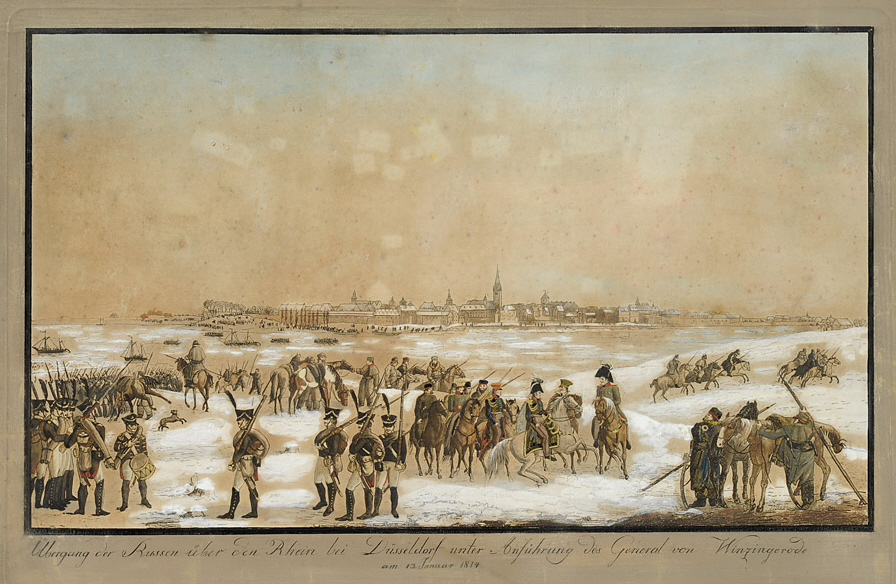
Übergang der Russen über den Rhein bei Düsseldorf unter Anführung des Generals von Winzingerode am 13. Januar 1814, handkolorierte Radierung, Düsseldorf um 1815

1813 befehligte er in der Schlacht bei Großgörschen den linken Flügel der Verbündeten. Nach dem Waffenstillstand stieß er mit seinem Korps zur Nordarmee und hatte Anteil an den Siegen von Großbeeren und Dennewitz. Bei der Völkerschlacht bei Leipzig erwarb er sich den Rang eines russischen Generals der Kavallerie. Auch im späteren Verlauf des Feldzugs blieb er der Nordarmee zugeteilt und ging mit dieser im November 1813 nach Holland. Vor der Schlacht bei Laon am 9. und 10. März 1814 vereinigte er seine Truppen mit denen von Blücher, befehligte dann die Avantgarde, nahm Reims und mit Soissons die letzte französische Festung vor Paris und stellte die Verbindung des Blücherschen Heers mit dem Schwarzenbergschen her.
Nach der Schlacht von Arcis sur Aube folgte er dem Heer Napoleons nach Osten, wodurch er denselben in der Meinung zu erhalten wusste, dass ihm die ganze Hauptarmee folge. Am 26. März 1814 wendete sich aber der Kaiser gegen den Verfolger, und Wintzingerode wurde im Gefecht bei Saint-Dizier geschlagen, während die Alliierte Hauptarmee drei Tage Zeit gewann, um nach Paris zu gelangen.
Von preußischer Seite wurde ihm Unentschlossenheit vorgeworfen. So urteilte August Neidhardt von Gneisenau über ihn: „Es geht nicht an, Bülow unter Wintzingerode zu stellen, einen General von so wenig Entschlossenheit und selbst vielleicht wenig gutem Willen.“ Zar Alexander I. äußerte dagegen nach der Einnahme von Paris, diese danke er dem General Wintzingerode und verlieh ihm zum Dank einen brillantbesetzten Ehrendegen.
Im Feldzug von 1815 befehligte er ein russisches Korps gegen Frankreich. Nach Kriegsende war er kommandierender General in Wolhynien und Weißrussland.
Während eines Aufenthalts in Wiesbaden erlag er mit noch nicht 50 Jahren am 16. Juni 1818 einem Schlaganfall. Sein von Alexander I. gestiftetes Grabmal steht als letztes des alten Friedhofs am Römertor noch heute und trägt die Inschrift: „Sein Leben liegt faltenlos und leuchtend ausgebreitet, kein dunkler Flecken blieb darin zurück.“
In Wien ist die Wintzingerodestraße im 22. Bezirk und in Leipzig der Wintzingerodeweg, eine Anliegerstraße im Stadtteil Meusdorf, nach ihm benannt. Außerdem gibt es in Hannover den Winzingerodeweg (ohne „t“).
Wintzingerode war seit dem 19. September 1801 mit der polnischen Gräfin Helene Rostworowska (1783–1829) verheiratet. Sein nach ihm benannter Sohn Ferdinand von Wintzingerode (1809–1886) trat ebenfalls in russische Militärdienste und avancierte bis zum Generalleutnant.

## Galerie

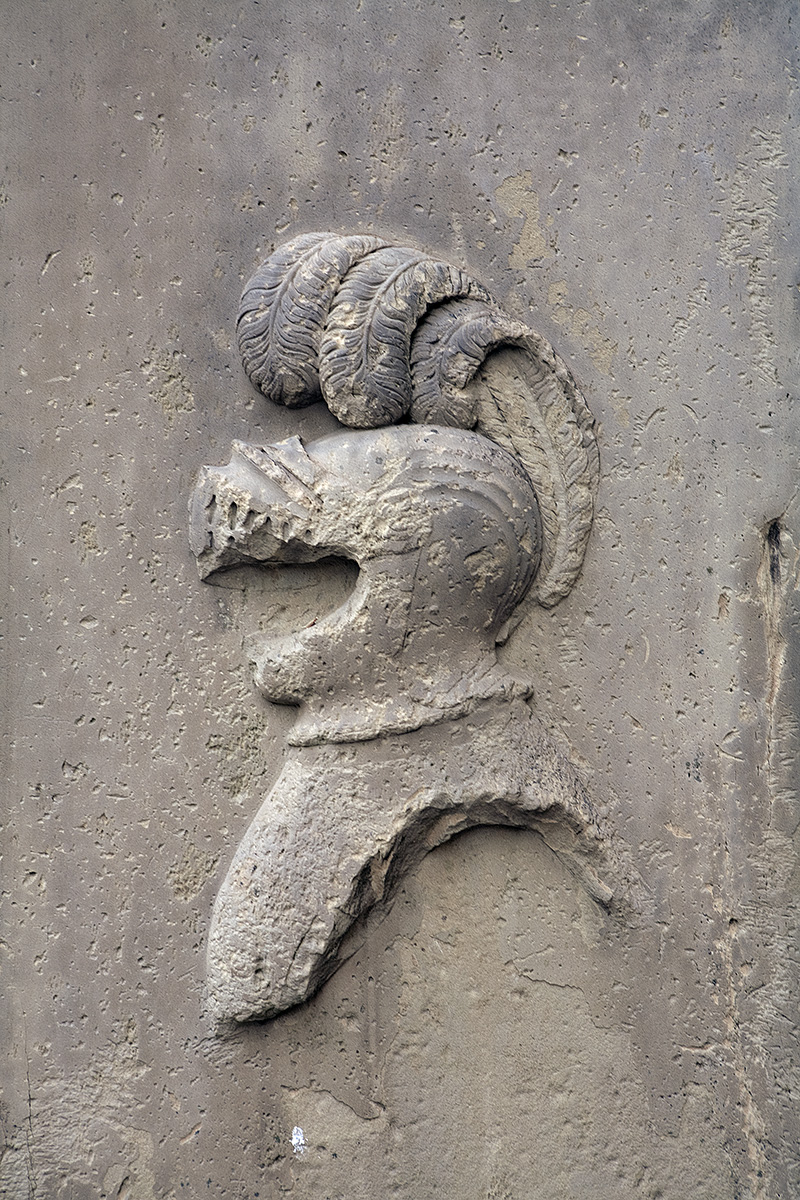
Grabmal in Wiesbaden
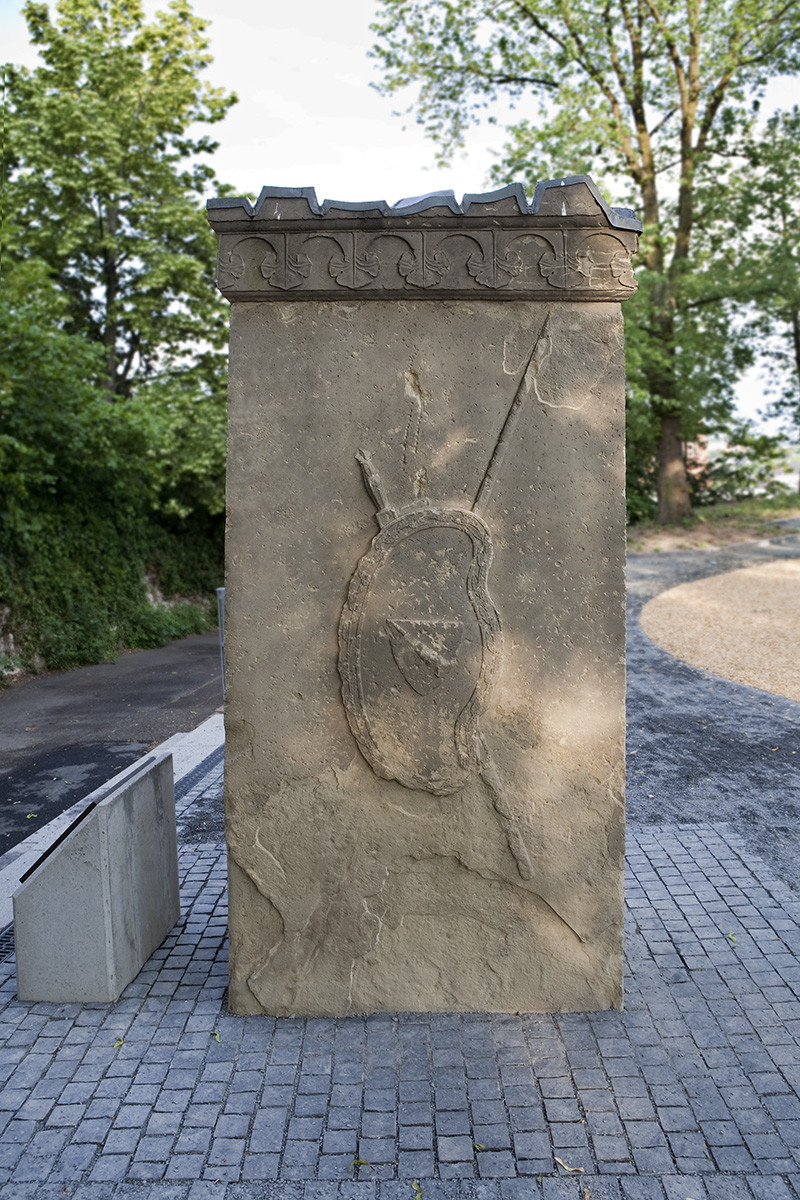
Grabmal in Wiesbaden
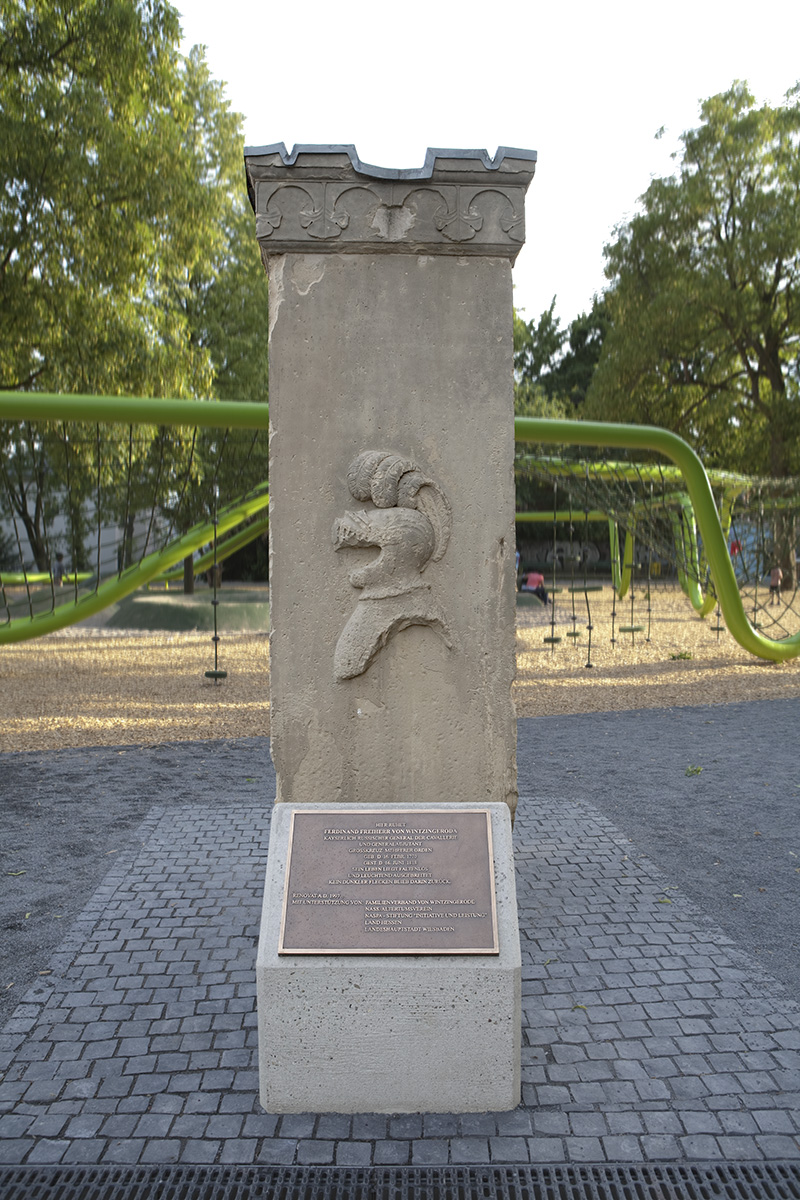
Grabmal in Wiesbaden
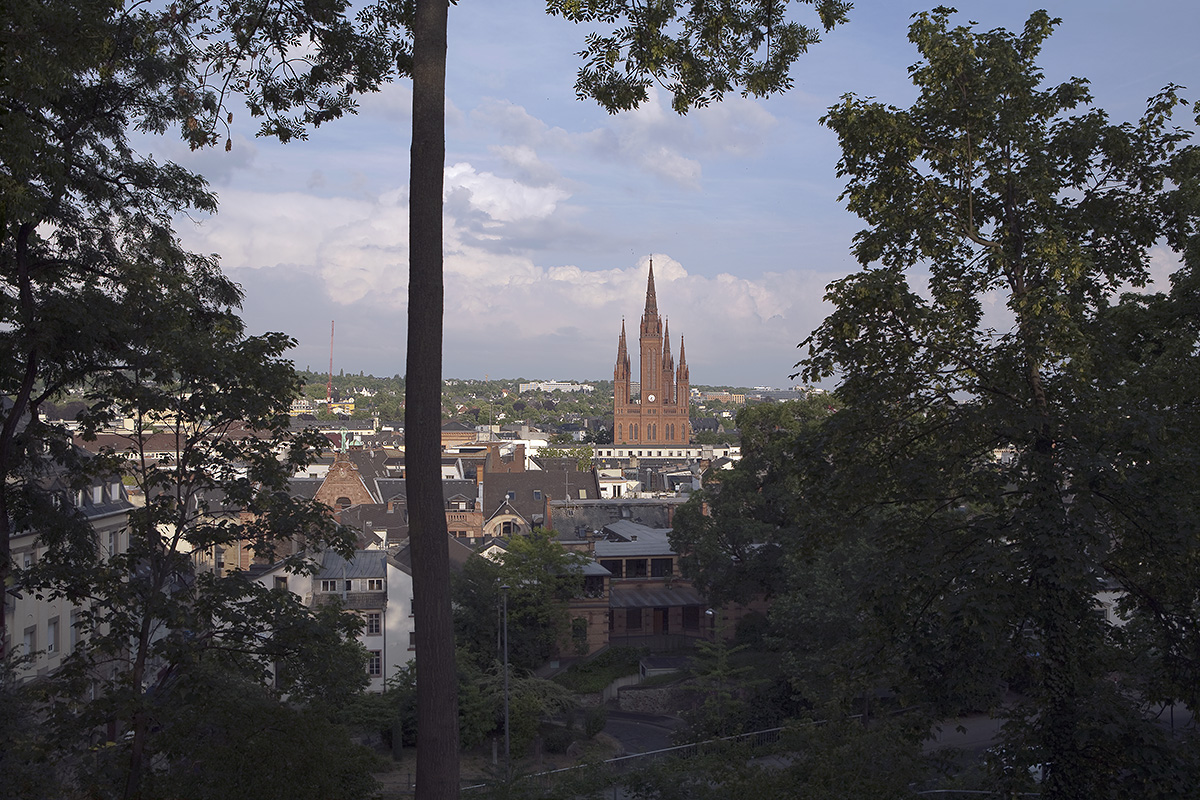
Blick vom Grabmal auf die Marktkirche in Wiesbaden
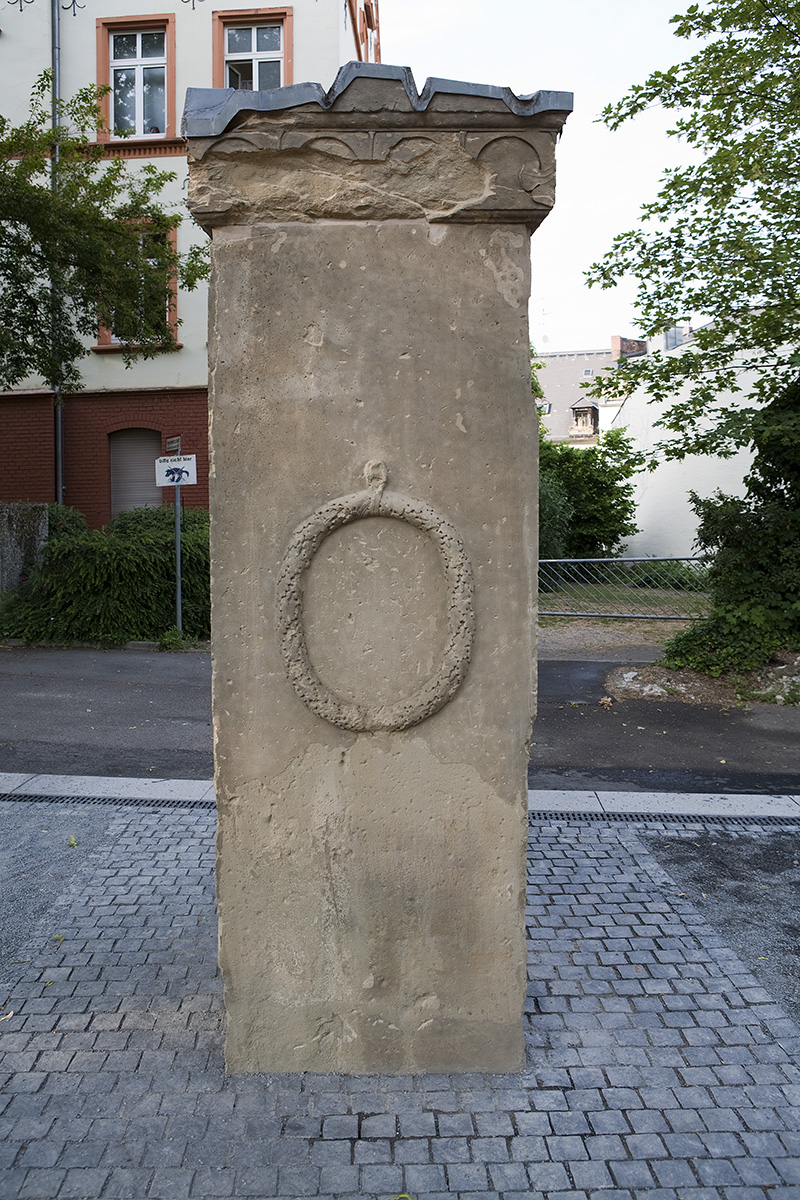
Grabmal in Wiesbaden
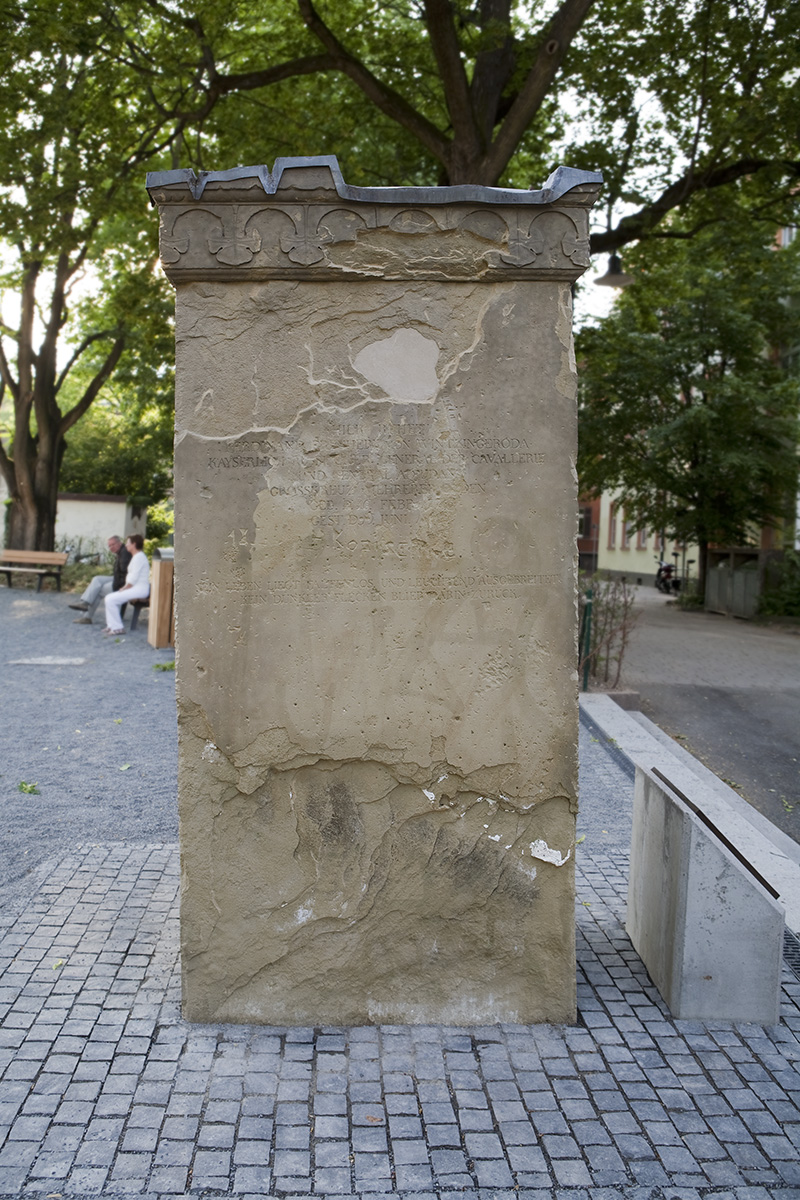
Widmung am Grabmal in Wiesbaden
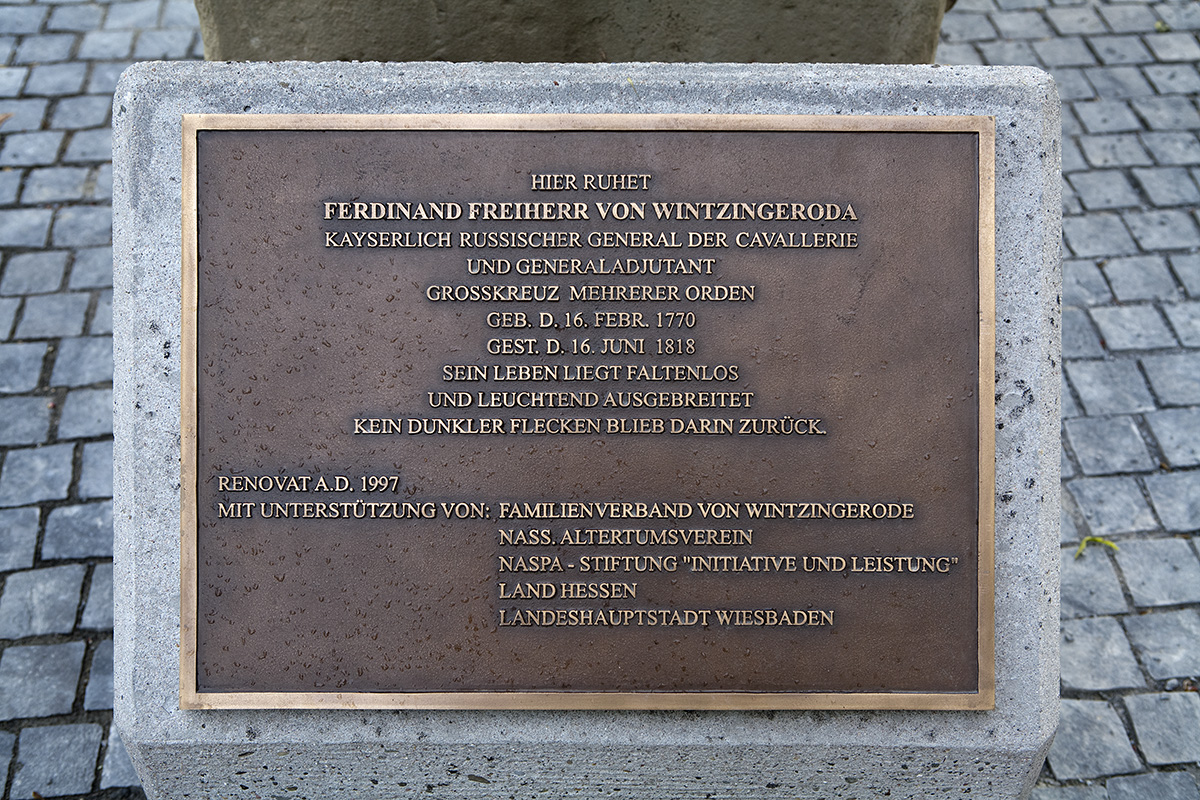
Neue Widmungstafel
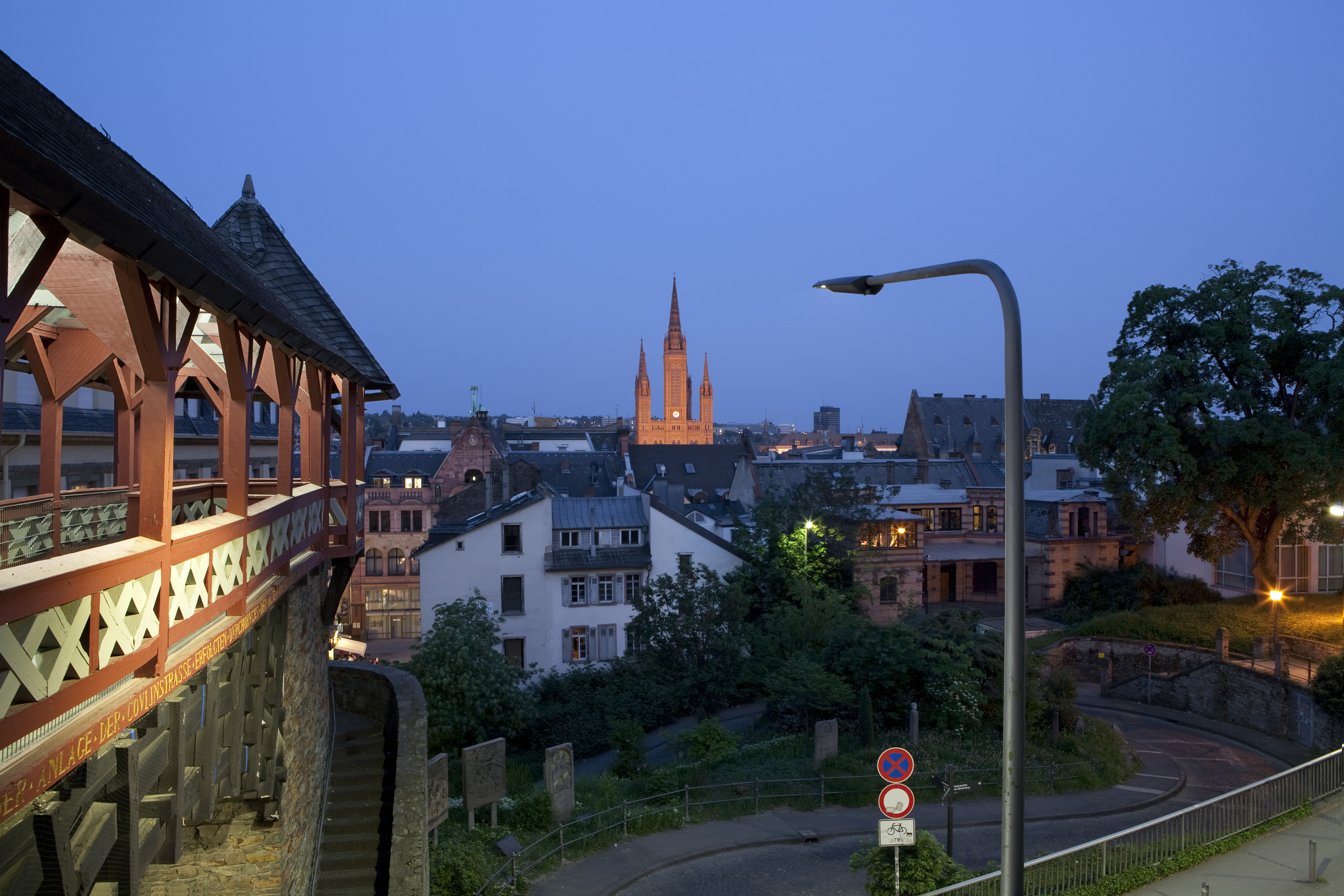
Blick vom Römertor unterhalb des Grabmals auf Wiesbaden